# Occupation japonaise de Nauru
Vous lisez un « article de qualité » labellisé en 2010.
L'occupation japonaise de Nauru est la période de trois ans (26 août 1942 – 13 septembre 1945) durant laquelle Nauru, petite île isolée de l'océan Pacifique central administrée par l'Australie, est occupée par l'armée impériale japonaise dans le cadre plus général de la guerre du Pacifique et de la Seconde Guerre mondiale. Cette invasion répond à un double objectif : le contrôle des ressources en phosphate de l'île et la construction d'une base renforçant la présence militaire japonaise dans la région. S'ils ne parviennent pas à relancer l'exploitation du phosphate, les Japonais réussissent en revanche à faire de ce territoire un retranchement inexpugnable où les Américains renonceront à débarquer durant leur reconquête du Pacifique. La plus importante infrastructure qu'ils construisent est un aérodrome dont l'existence sera la cause de nombreux raids alliés. La guerre touche durement la population de l'île. Isolée par la reconquête américaine du Pacifique et surpeuplée en raison de la présence d'un important contingent de soldats japonais et de travailleurs forcés, l'île connaît un état de disette. Les occupants instaurent un régime très dur, particulièrement à l'égard des Chinois de Nauru qu'ils considèrent comme des sous-hommes ; le travail forcé est généralisé. Ils décident de déporter la majeure partie de la population nauruane dans les îles Truk où elle connaît un taux de mortalité très important. Neutralisée par les bombardements américains, la garnison ne se rend cependant que onze jours après la capitulation du Japon. Au lendemain de la guerre, les Australiens reprennent en main l'administration de l'île, le bilan est lourd pour la population nauruane qui connaît l'un des plus importants déclins démographiques de son histoire.

## Situation avant-guerre

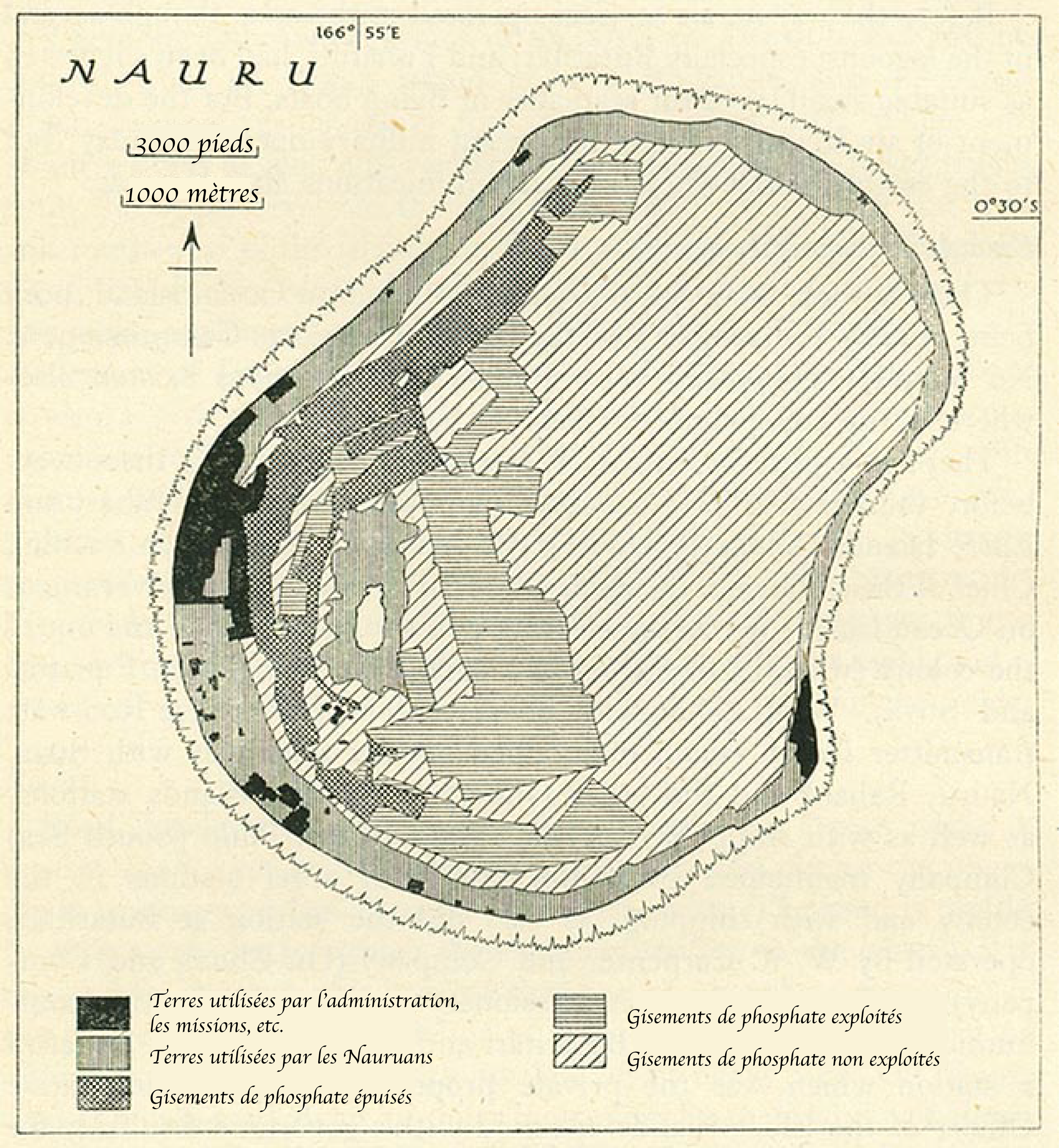
Carte de Nauru en 1940 montrant les zones où le phosphate est exploité.

Le phosphate est exploité à Nauru à partir de 1906 et l'île, alors colonie de l'Empire allemand, devient dès lors convoitée pour cette ressource stratégique utilisée comme engrais. À l'occasion de la Première Guerre mondiale, Nauru passe sous la domination de la couronne britannique dans le cadre d'un mandat de la Société des Nations et sous le contrôle effectif du dominion australien. La British Phosphate Commission (BPC) chargée d'exploiter les ressources minérales de l'île assure en coordination avec l'administration et les missions chrétiennes une gestion paternaliste de la population indigène. Ces derniers restent à l'écart de l'économie minière ; ils poursuivent leurs activités de subsistance traditionnelles, la pêche et l'agriculture vivrière, ne montrant qu'un intérêt limité pour le travail à la mine. La BPC fait donc venir un nombre considérable de travailleurs sous contrat, depuis la Chine et plusieurs archipels de l'océan Pacifique.
La modernité fait son entrée à Nauru sous la forme de biens de consommation importés dont l'usage tend à rendre de plus en plus dépendants les Nauruans de la métropole australienne. À partir des années 1920, ils touchent des royalties sur l'exploitation du phosphate qui servent à couvrir leurs besoins mais restent minimes par rapport aux bénéfices dégagés grâce à la vente de leur richesse naturelle. La population est décimée par plusieurs maladies contre lesquelles elle n'a pas de défenses immunitaires. En 1932, elle atteint le seuil démographique de 1 500 personnes jugé nécessaire pour sa survie, ce jour est célébré par l'Angam Day.
Malgré l'importance économique pour la Nouvelle-Zélande et l'Australie de Nauru, l'île est laissée sans protection, une clause du mandat octroyé par la Société des Nations empêchant la construction de défenses côtières. Ce territoire, très isolé géographiquement, n'est pas placé sous une surveillance constante de la marine australienne et est hors de portée des patrouilles aériennes. Avant le déclenchement des hostilités dans le théâtre du Pacifique, elle ne semble pas être directement menacée.
L'empire du Japon est quant à lui solidement implanté au Nord de Nauru dans le vaste mandat des îles du Pacifique et se fournit aussi à Nauru en phosphate auprès de la BPC.
| Chinois                       | Occidentaux | Océaniens | Total immigrants | Nauruans | Population totale |
| ----------------------------- | ----------- | --------- | ---------------- | -------- | ----------------- |
| 1350                          | 192         | 49        | 1591             | 1761     | 3552              |
| Source : Viviani 1970, p. 181 |             |           |                  |          |                   |

## Menaces sur Nauru

### Attaques allemandes

Attaques allemandes sur Nauru les 7,8 et 27 décembre 1940.

Les Nauruans connaissent leur première expérience de la Seconde Guerre mondiale en décembre 1940 lorsque deux croiseurs auxiliaires de l'Allemagne nazie, des navires de commerce reconvertis en bâtiments de guerre par l'adjonction d'armement et maquillés en bâtiments civils, se lancent dans des raids contre l'île. Leurs attaques visent à porter un coup d'arrêt à l'exportation du phosphate de Nauru et donc à toucher l'agriculture néo-zélandaise et australienne fortement dépendante de ce produit. La flottille allemande composée de l’Orion, du Komet et du Kulmerland a pour intention d'opérer un débarquement sur l'île et d'y détruire les infrastructures essentielles. En raison des mauvaises conditions climatiques, ils ne peuvent cependant pas débarquer sur l'île. Les attaques se déroulent en deux temps : entre le 6 et le 8 décembre les bâtiments allemands coulent cinq cargos évoluant autour de Nauru, puis le 27 décembre l'un des croiseurs revient bombarder le port d'Aiwo et les structures attenantes. Les dégâts provoqués conduisent à l'arrêt des exportations du phosphate de Nauru pendant dix semaines et ont pour conséquence d'accroître les mesures de surveillance maritime dans toute la région, les autorités australiennes décident aussi d'envoyer sur place un petit détachement de 50 soldats australiens équipés de deux canons de campagne afin d'éviter une répétition du raid allemand.
La décision d'évacuer les femmes et les enfants étrangers présents sur l'île est prise en mars 1941. Le 27 juillet, ils sont emmenés en Australie sous la protection du HMAS Westralia. Le 3 novembre, le dernier minéralier chargé de phosphate quitte l'île.

### Entrée en guerre du Japon
Pour l'empire du Japon, l'importance de Nauru est double : d'une part ils convoitent les gisements de phosphate de l'île, d'autre part Nauru constitue une bonne base pour mener des attaques aériennes contre les îles Gilbert et couper la route maritime entre l'Australie et l'Amérique du Nord.
Le 7 décembre 1941 a lieu l'attaque de Pearl Harbor qui marque l'entrée en guerre de l'empire du Japon contre les États-Unis. Le 8 (ce qui correspond en fait au même jour, la ligne de changement de date séparant les deux territoires), un avion de reconnaissance japonais est aperçu au-dessus de l'île. Le 9 décembre 1941 a lieu la première offensive : trois avions venus des îles Marshall bombardent la station TSF de l'île sans pour autant parvenir à faire de dégâts. Les Nauruans prévenus par Ocean Island située à 350 kilomètres à l'est ont le temps de se mettre à l'abri. Le jour suivant, un autre avion revient, toujours avec le même objectif. Le troisième jour, quatre avions japonais apparaissent dans le ciel nauruan volant à très faible altitude et parviennent enfin à détruire la station radio. En trois jours, 51 bombes tombent à proximité ou sur la station. À la suite de cette opération, le gouverneur Chamlers envoie un message à Canberra indiquant que selon lui, les Japonais n'ont pas cherché à détruire les installations d'extraction de phosphate parce qu'ils ont des visées sur Nauru. Après ces premiers bombardements, tous les contacts maritimes entre Nauru et le reste du monde sont interrompus. Le navire Trienza de la BPC chargé de ravitailler l'île est rappelé. Jusqu'à fin février 1942, Nauru recevra la visite journalière d'avions de reconnaissance japonais.
Dans le reste de l'océan Pacifique, l'avancée japonaise se poursuit, ils occupent les îles Gilbert au nord-est de Nauru à Noël 1941, en janvier 1942, ils prennent Rabaul au sud de Nauru et y établissent une importante base. L'île est alors prise en tenaille entre les deux fronts japonais. Le 19 février 1942 a lieu le bombardement de Darwin : pour la première fois de son histoire, l'Australie est attaquée sur son sol par une puissance étrangère. L'annonce de cette opération laisse la population de l'île en état de choc.

### Évacuation des Occidentaux et des Chinois

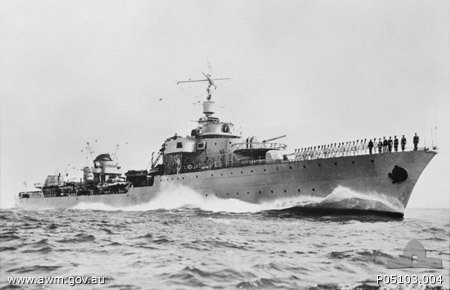
Le Triomphant, le bateau des forces navales françaises libres qui évacue partiellement Nauru en février 1942.

Après l'entrée en guerre de l'empire du Japon, les dirigeants de la British Phosphate Commission pressent le gouvernement australien de l'aider à évacuer son personnel. Cependant les autorités tardent à réagir. Des rapports estiment l'invasion de l'île par la puissance ennemie peu probable en raison de l'absence de port en eaux profondes et d'aérodrome. Leur réticence vient aussi du fait qu'ils estiment que le retrait de tous les Européens entraînera une perte de prestige de l'Australie auprès des Nauruans au lendemain de la guerre. La décision est enfin arrêtée fin janvier 1942. Le plan initial prévoit l'évacuation de tous les Occidentaux ainsi que des Chinois. En raison de la présence croissante de bâtiments japonais dans la zone, l'évacuation est confiée au Triomphant des Forces navales françaises libres, l'un des navires les plus rapides de l'époque. Il rejoint le 21 février le Trienza de la BPC qui l'attend camouflé dans une baie de l'île de Malekula dans les Nouvelles-Hébrides et charge 50 tonnes de vivres à destination de Nauru. Puis, il fait cap à toute vapeur vers l'île qu'il atteint le 23. Le déchargement des denrées et la montée des civils se font au plus vite. Contrairement au plan initial, il est décidé de ne pas embarquer tous les Chinois en raison de l'exiguïté du navire. 61 Européens, 391 Chinois et 49 membres de la garnison britannique prennent place à bord, 191 Chinois de Nauru sont laissés sur place après qu'on leur a promis de revenir les chercher, ce qui ne sera pas fait en raison des opérations militaires. Avant de partir, les dirigeants de la BPC font saboter les infrastructures d'exploitation du phosphate.

## Occupation

### 1942: installation des Japonais

#### Débarquement
Une tentative d'invasion de Nauru et d'Ocean Island, baptisée opération RY, est planifiée pour mai 1942. Une flotte japonaise prend le départ de Rabaul. Les Américains, prévenus du raid par l'interception de communications ennemies, envoient vers Nauru les porte-avions USS Hornet et USS Enterprise, un déploiement de force qui fait renoncer la marine japonaise,.
Le répit n'est que de courte durée. Les 17 et 18 août 1942, les Américains attaquent Makin, ce raid audacieux met en relief la faiblesse de la défense japonaise dans les îles Gilbert. Les Japonais décident en conséquence de consolider leur présence dans la région en implantant des bases dans les îles abandonnées par les Alliés. C'est dans cette optique qu'ils planifient la prise de Nauru. Le 23 août, neuf avions bombardent en trois vagues l'île durant le jour puis le croiseur Ariake achève la besogne la nuit,. Chalmers, le gouverneur de l'île, fait hisser le drapeau blanc dans le port et sur le bâtiment du gouvernement à 2 h 30 le 24 août.
Le navire de guerre japonais réapparaît le lendemain au soir à 21 h 30 ; Chalmers signale alors sa volonté de se rendre. Quelques instants plus tard, il envoie à bord du navire des émissaires afin de négocier la reddition. À minuit, les premiers douze soldats accompagnés de leurs officiers débarquent. Leur première action consiste à se rendre à la station radio et d'en détruire les récepteurs à l'exception d'un. Puis, à une heure du matin le 26 août 1942, ils hissent pour la première fois le drapeau japonais, cette date marque officiellement le début de l'occupation japonaise de Nauru.
Un corps expéditionnaire de deux compagnies de la 43e force des îles Carolines constitué de 300 soldats japonais dirigés par le lieutenant Nakayama Hiromi débarque un jour après la prise de possession de l'île,,. La première mesure des occupants consiste à placer immédiatement les cinq Occidentaux travaillant pour l'administration ou la BPC en résidence surveillée. Une partie de la population nauruane fuit le sud-ouest de l'île densément peuplé pour se réfugier dans le bush du nord-est. Les soldats japonais sont envoyés faire des tournées d'inspection autour de l'île et c'est alors qu'ont lieu les premiers contacts avec la population locale. Ils n'hésitent pas à gifler ceux qui n'inclinent pas la tête à leur passage.

#### Nouvel ordre
Les Japonais placent peu après leur arrivée les Nauruans sous les ordres de Timothy Detudamo auxquels ils sont sommés d'obéir sous peine d'être « écorchés et traités comme des porcs ». Il s'agit d'un chef respecté des Nauruans ayant exercé des responsabilités avant-guerre. Sous le régime japonais, il ne dispose d'aucune autonomie, son rôle est uniquement d'appliquer les ordres des occupants. Les incartades sont chèrement payées, les Nauruans sont témoins de la décapitation de plusieurs Chinois, Gilbertins et Coréens n'ayant pas suivi les ordres. L'occupant réquisitionne plusieurs maisons abandonnées par leurs habitants lors de leur débarquement ainsi que tous les véhicules que possèdent les Nauruans. Ils établissent un système de rationnement. Les Nauruans et les travailleurs coréens ont droit à 900 grammes de riz et 45 grammes de bœuf par jour, les Chinois ont des rations moindres. Tous les hommes sont astreints au travail obligatoire. Ils sont chargés aux côtés des travailleurs coréens d'édifier un aérodrome à un rythme infernal et sont battus lorsque les occupants les estiment trop lents. Cependant, le régime auquel sont soumis les indigènes, bien que sévère et contrastant avec l'attitude paternaliste des anciens colonisateurs australiens, n'atteint pas le degré de cruauté qui existe dans d'autres zones occupées par le Japon. Les occupants essaient de gagner les habitants à leur cause en mêlant propagande, mesures éducatives et divertissements. Ils ouvrent une école en japonais, une langue que beaucoup de Nauruans apprennent durant la guerre, font venir des danseurs nauruans lors des célébrations qu'ils organisent, ce qui assure des revenus à ces derniers et invitent les îliens à assister à des séances où sont diffusées les actualités japonaises. Ils décident aussi de laisser les deux prêtres européens libres de leurs mouvements, autorisent la tenue de services religieux et reconduisent le contrat de certains anciens employés de l'administration coloniale. En revanche, les Japonais placent les Chinois en bas de leur hiérarchie raciale et les traitent très durement. Ils sont sous-alimentés et sont battus plus souvent et plus sévèrement que les autres habitants.

#### Grands travaux

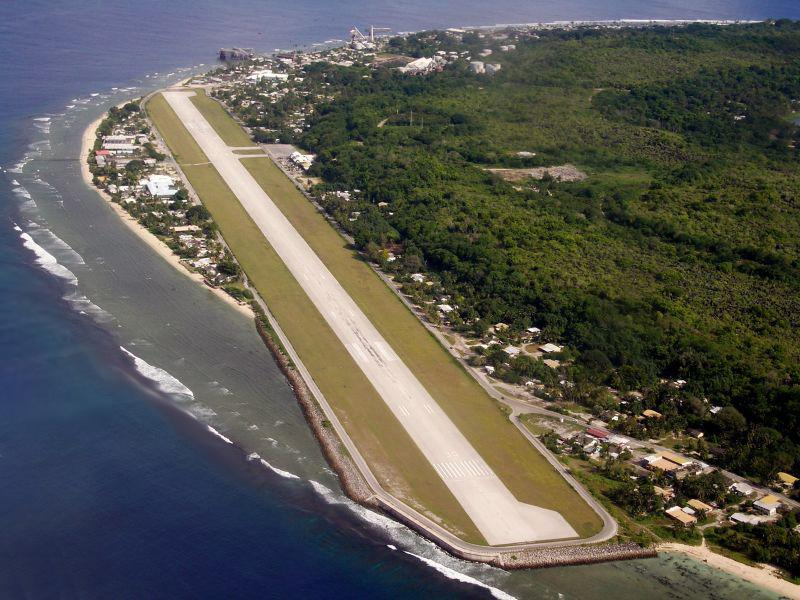
L'aéroport international de Nauru au XXIe siècle, un héritage de l'occupation japonaise.

L'organisation de la défense de l'île est la première tache des occupants, ils mettent en place des canons de 152 millimètres sur la côte ainsi que des mitrailleuses antiaériennes de 12,7 millimètres sur le sommet de l'île, le Command Ridge. Des blockhaus sont construits sur les plages, des bunkers dans l'intérieur des terres ainsi qu'un hôpital souterrain. Leur plus importante réalisation reste la construction d'une piste d'atterrissage qui est à l'origine de l'actuel aéroport international de Nauru. Afin d'effectuer ce travail, ils font venir 1 500 Japonais et Coréens auxquels sont adjoints 300 travailleurs forcés nauruans et gilbertins. Sa construction sur l'étroite bande côtière conduit à l'expulsion de nombreux Nauruans des districts de Boe et Yaren où sont situées les meilleures terres de l'île. La piste devient opérationnelle en janvier 1943. Deux autres pistes sont ébauchées à Meneng et Anabar mais restent inachevées.
Les Japonais ont aussi pour objectif de relancer la production de phosphate. Le 29 août 1942, quelques jours après l'invasion japonaise, 72 employés japonais de la Compagnie de développement des mers du Sud (en japonais :南洋興発株式会社, Nan'yo Kōhatsu Kabushiki Kaisha) débarquent pour évaluer l'état des installations de production de phosphate. Ils récupèrent certaines pièces des machines et donnent l'ordre à quelques Chinois de rassembler du phosphate. En juin 1943, les envoyés de la compagnie quittent les lieux à la suite de frictions avec les militaires. Il semblerait qu'aucun chargement de phosphate n'ait été exporté durant toute la durée de l'occupation japonaise.
Nauru est donc uniquement utilisée comme maillon de ligne de défense des Japonais dans l'océan Pacifique central.

### 1943-1944: offensive américaine, déportations et autarcie

#### Offensive américaine

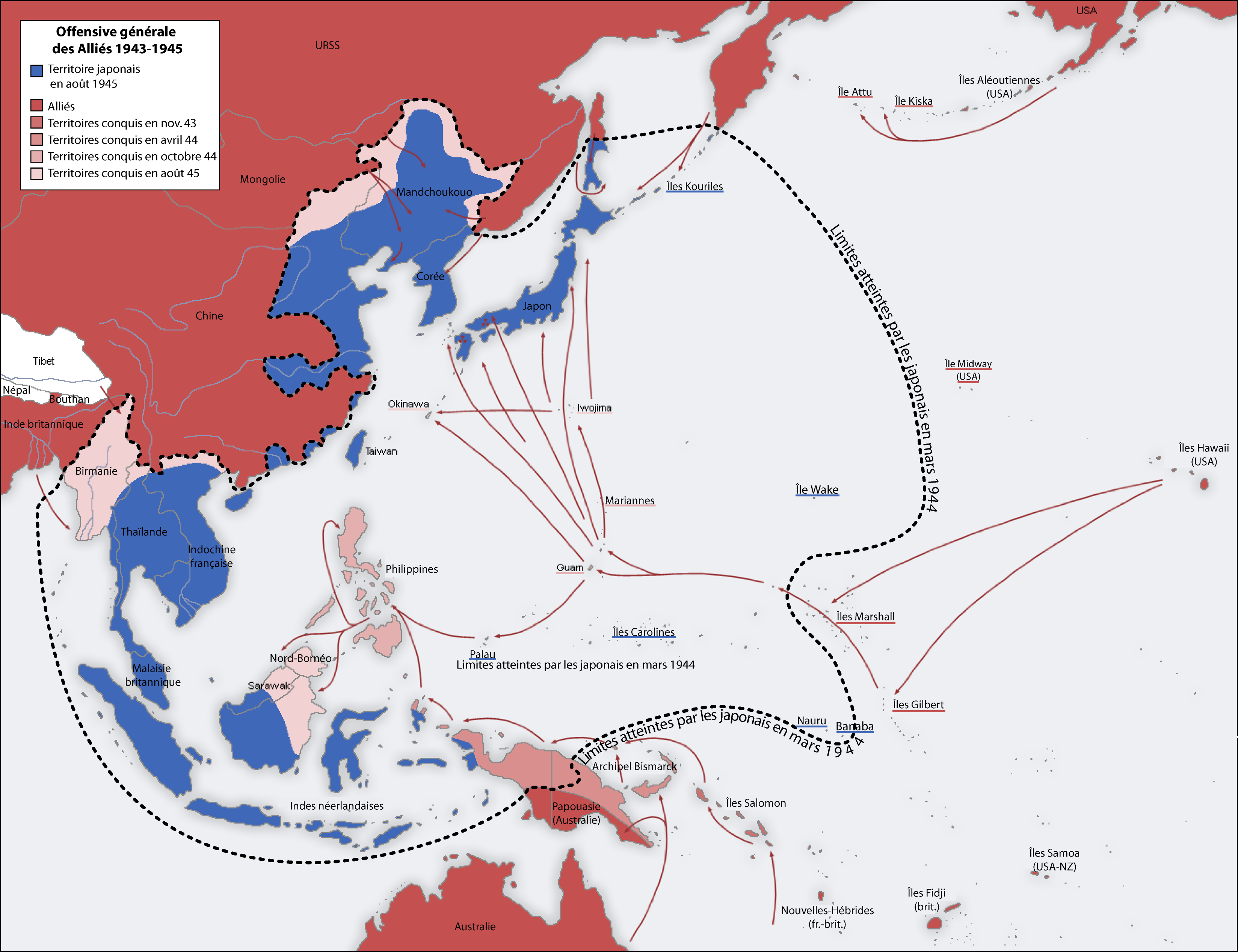
Nauru et Banaba sont en mars 1944 des réduits japonais isolés entre les îles Salomon et les îles Gilbert conquises par les Alliés.

Les Alliés commencent à reprendre l'avantage dans l'océan Pacifique courant 1942 lors de la bataille de la mer de Corail en mai. Pour faire face à cette menace, le Japon renforce ses forces dans la région en réorganisant sa 4e flotte chargée de la défense du Pacifique Sud. À Nauru, la force d'occupation est dissoute et remplacée par la 67e garde des forces navales commandée par le capitaine Takenouchi Takenao et dont un élément est stationné à Ocean Island. Le lieutenant Nakayama chargé de la première force d'occupation devient second dans la hiérarchie du commandement mais détient la réalité du pouvoir en raison de la santé dégradée du capitaine Takenouchi qui sera remplacé quatre mois plus tard par le captaine Soeda Hisayuki.
Le premier bombardement d'importance sur Nauru a lieu le 25 mars 1943, détruisant quinze avions japonais stationnés sur l'aérodrome et endommageant les installations aéroportuaires. En représailles, les Japonais décapitent les cinq prisonniers australiens dont l'administrateur de l'île Frederick Royden Chalmers. Le 20 avril, un groupe de 22 bombardiers B-24 de la 7th USAAF fond sur l'île lors d'un raid de plus de 1 000 milles marins depuis Funafuti dans les îles Gilbert et Ellice causant, malgré une défense antiaérienne japonaise active, de nombreux dégâts à la piste et aux installations de traitement du phosphate.
Dans le cadre de la préparation de l'opération Galvanic (novembre 1943) visant à prendre le contrôle des îles Gilbert, il est décidé de procéder à un débarquement à Tarawa, à Apamama et à Nauru. Cette cible est jugée importante par les Américains car elle constitue un lien stratégique de la défense extérieure du Japon. Depuis ce point, les bombardiers japonais peuvent patrouiller dans un rayon de 1 000 kilomètres. Les forces de la 27e division d'infanterie américaine s'entraînent pendant deux mois pour cette mission. Cependant, après avoir étudié de plus près la topographie de l'île, le commandement américain réalise que l'invasion de Nauru représenterait un coût très important. Le général Holland Smith, principal stratège de l'opération, convainc l'amiral Ernest King de changer d'objectif après lui avoir présenté une maquette de l'objectif. Il souligne que l'île ne contenant pas de baie, les troupes devraient passer la barrière de corail puis prendre d'assaut Nauru sous le feu nourri des positions japonaises dissimulées le long des falaises côtières et devraient déloger les Japonais embusqués dans les nombreuses crevasses et grottes du centre de l'île. Il estime qu'une division au moins serait nécessaire pour opérer un tel débarquement. La décision est finalement prise, six semaines avant l'opération de changer d'objectif, l'archipel de Makin au nord des îles Gilbert étant choisi en remplacement de Nauru,.
Des bombardements massifs sur Nauru sont néanmoins effectués en préparation de l'opération en novembre 1943, l'île étant la base japonaise la plus proche de Tarawa, les bombardiers américains l'utilisent comme cible pour s'entraîner,. Le 19 novembre, à la veille de l'attaque, Nauru est touchée par un bombardement aérien massif visant à empêcher que les avions de l'île n'attaquent les forces américaines lors de la phase de débarquement où elles se trouvent en situation de vulnérabilité. Quatre vagues de 90 bombardiers américains fondent sur l'île, y semant la destruction. Des raids de moindre ampleur continuent jusqu'à ce que Tarawa soit sécurisée par les Américains. Après la fin de l'opération, les navires américains venus du Sud Pacifique pour participer à la bataille de Tarawa retournent vers leurs bases et Nauru se trouve sur leur route. Pensant que des avions de cette base ont attaqué leurs forces durant l'opération, le commandement américain décide de cibler une nouvelle fois Nauru. Un groupe aéronaval comprenant cinq cuirassés et douze destroyers arrive au large de l'île le 9 décembre. Les navires canonnent la côte tandis que l'aviation y lâche 51 tonnes de bombes. L'attaque cause la mort de six Nauruans et d'un nombre encore plus important de Gilbertins. Une douzaine d'avions sont détruits au sol. Les Japonais répliquent avec leur artillerie lourde placée sur les falaises de l'île, endommageant un destroyer et abattant quatre avions.
Nauru est ainsi l'une des premières terres du Pacifique central à laquelle les Américains appliquent la stratégie du saute-mouton visant à contourner et isoler une île dont le coût de la prise est estimé trop important tout en neutralisant sa garnison par le biais de bombardements et d'attaques sous-marines bloquant le réapprovisionnement.
Les mois de mai à novembre 1944 vont s'avérer particulièrement éprouvants, les Américains lançant des attaques presque quotidiennement. Les Nauruans quittent leurs habitations chaque soir pour passer la nuit à l'abri des formations coralliennes du centre de l'île. L'aéroport finit par ne plus être utilisé que comme étape pour les avions de reconnaissance japonais, ne pouvant pas assurer de fonction défensive.

#### Mouvements de population

Mouvements de population en juin 1943 : plus de 2000 soldats et travailleurs japonais et coréens arrivent sur l'île (flèche rouge) ainsi que 600 habitants d'Ocean Island qui sont déplacés à Nauru (flèche bleue). Durant la même période, 1200 Nauruans sont envoyés en exil dans les îles Truk (flèche verte).

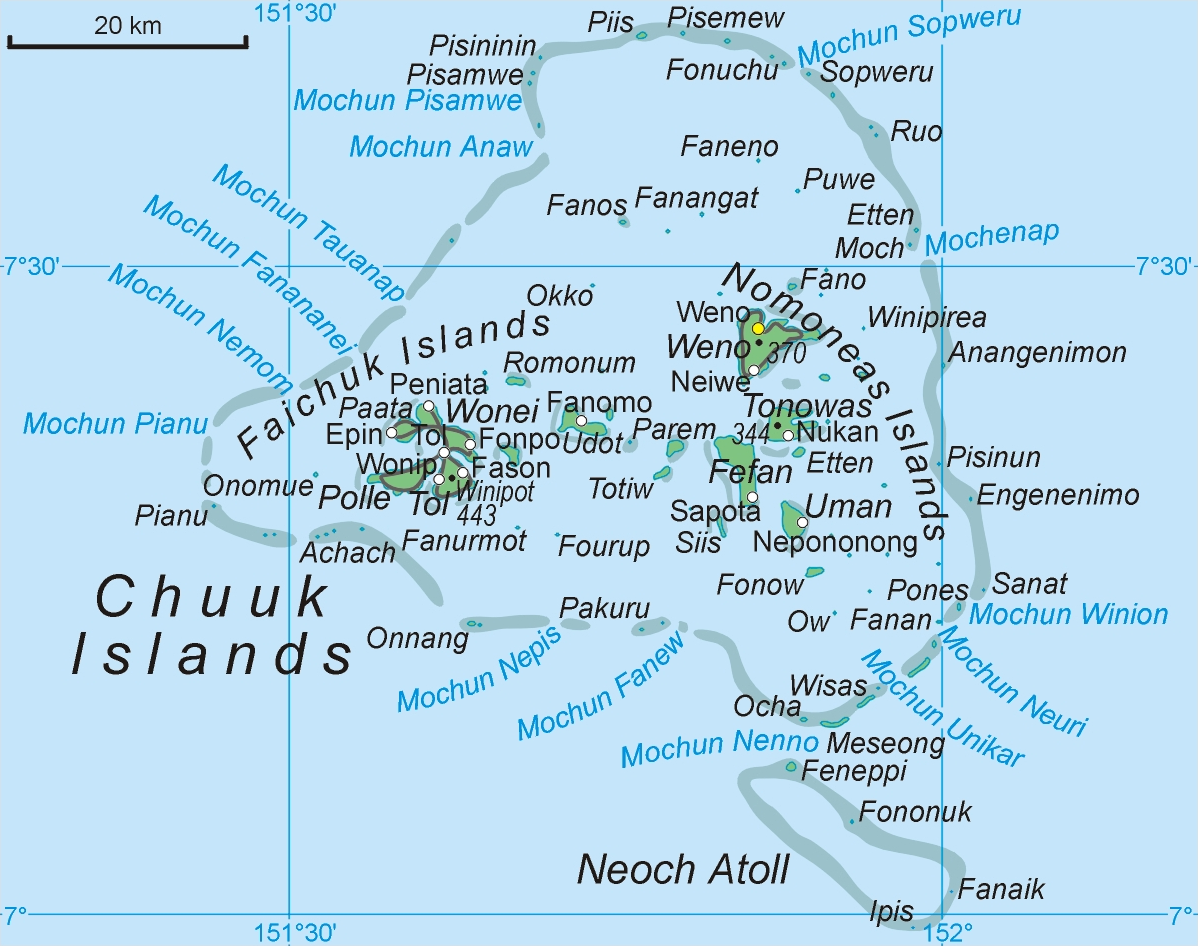
Les îles Truk où les Nauruans sont déportés.

Les Japonais installent sur Nauru une garnison très importante par rapport à la taille de l'île. En juin 1943 s'y trouvent 5 187 personnes soit 2 000 de plus qu'en 1940. Ce chiffre inclut 1 388 militaires et 1 500 travailleurs japonais et coréens ainsi qu'un peu moins de 400 Océaniens et Chinois anciens employés de la BPC. Les 1 848 Nauruans sont alors minoritaires sur leur île. À la fin du mois, 1 000 autres militaires arrivent à Nauru.
Les autorités, redoutant une famine sur l'île surpeuplée et soumise à un blocus efficace, décident de déplacer la population nauruane. Peu après l'arrivée de ce dernier convoi de militaires, le commandement japonais réunit dans l'urgence un conseil de Nauruans et fait l'annonce de la déportation d'une partie des îliens sous la conduite de Timothy Detudamo. Ils refusent d'indiquer leur destination aux Nauruans, ce qui accroît l'inquiétude de la population. Les familles sélectionnées sont celles qui ne peuvent subvenir à leurs besoins à Nauru et on leur explique que l'île où on les envoie regorge de nourriture. Juste avant le départ, Nakayama, second dans la hiérarchie militaire de l'île, donne à Timothy Detudamo une lettre portant le sceau de l'empereur Hirohito, indiquant que les Nauruans sont placés sous la protection de celui-ci. Ce document servira durant la poursuite de la guerre de sauf-conduit aux exilés.
Le 29 juin 1943, 600 Nauruans et 7 Chinois sont regroupés dans le port d'Aiwo puis embarqués, de nuit afin d'éviter les attaques alliées, sur le cargo Akibasan Maru pour une destination inconnue. Le navire prend le départ le jour suivant escorté par un petit navire de guerre en direction des îles Truk, à 1 600 kilomètres au Nord-Ouest de Nauru dans les Carolines, là où est basé le centre de commandement des forces navales japonaises du Pacifique central.
À la suite de ce départ, les Japonais commettent ce qui est considéré comme leur plus important crime de guerre à Nauru ; le massacre des lépreux. Ces derniers vivent regroupés dans une léproserie située à Meneng, construite du temps de l'administration australienne. Avant l'arrivée des Japonais, ils peuvent recevoir la visite de leur famille et dans certains cas, leurs enfants vivent avec eux. Les occupants qui ont une peur panique de la contagion les isolent complètement dès leur arrivée et prennent soin d'inclure leurs proches dans le convoi à destination de Truk. Le 12 juillet 1943, ils ordonnent aux 49 lépreux de nager en direction d'une embarcation vétuste qu'ils remorquent en pleine mer à l'abri des regards puis bombardent jusqu'à ce qu'elle coule,.
Le mois suivant, 659 Banabans émaciés sont acheminés depuis leur île voisine, Ocean Island, elle aussi sous domination japonaise, en quatre vagues successives. Ils relatent aux Nauruans l'état de disette régnant sur leur terre devenue désertique en raison de la surpopulation japonaise, les forçant pour survivre à manger de l'herbe et l'écorce des arbres.
Un nouveau contingent de 1 200 militaires arrive le 16 août 1943 et le même jour, un second groupe de 601 Nauruans, majoritairement des femmes et des enfants accompagnés des prêtres catholiques Alois Kayser et Pierre Clivaz, est envoyé en exil alors qu'aucune nouvelle du premier groupe n'est parvenue à Nauru,. Sur les navires emmenant les Nauruans vers les îles Truk, les conditions de vie sont relativement supportables malgré l'exiguïté. Pour la grande majorité des exilés, c'est la première fois qu'ils quittent leur île isolée au milieu de l'océan et, malgré l'inquiétude générale, ce fait provoque une certaine excitation parmi les jeunes Nauruans.
Le 11 septembre, le navire chargé de déporter le reste des Nauruans arrive en vue de l'île quand soudain, les Nauruans le voient prendre feu, touché par une torpille tirée depuis un sous-marin américain. Cela empêchera les Japonais de mener à bien leur projet de déporter toute la population nauruane et de n'y laisser que des populations océaniennes déracinées sans droits spécifiques sur l'île.
1943 est donc marquée par d'importants mouvements de population. Les départs et les arrivées sur l'île se succèdent, 1 200 Nauruans partent mais ils sont remplacés par une population encore plus importante de Japonais et d'exilés banabans.

#### Survie en autarcie

La survie est précaire dans l'île soumise aux bombardements, ici en avril 1943.

Nauru se trouve en fin de chaîne de la longue ligne d'approvisionnement reliant les îles du Pacifique au Japon. L'efficacité croissante des sous-marins américains et leur avance vers l'ouest rend de plus en plus difficile le ravitaillement de Nauru. Ainsi, en septembre 1943, un cargo d'un tonnage de 6 000 tonnes envoyé pour approvisionner la garnison est coulé au large de l'île ; il n'y a que 21 rescapés parmi les 450 personnes à bord. Fin 1943, les habituelles précipitations ne sont pas tombées; ce qui entraîne une sécheresse accentuée. Début janvier 1944, deux navires de ravitaillement japonais parviennent péniblement à se frayer un chemin jusqu'à Nauru. Le second navire arrivé le 10 janvier est le dernier bâtiment de surface à ravitailler la base.
La situation conduit les habitants à chercher des palliatifs à leur isolement en développant leur autosuffisance. Leur préoccupation première est de compenser le manque de ravitaillement en denrées alimentaires, en premier lieu le riz, aliment de base durant l'occupation, dont les réserves s'amenuisent,.
L'une des stratégies suivies est la transformation de l'île en un immense potager afin d'augmenter la production locale. Les Nauruans font pousser tout ce qu'ils peuvent dans leur jardin et sont rapidement imités par les Japonais qui plantent chaque espace disponible. Ils cultivent l'aubergine, le maïs, la citrouille et la patate douce. N'obtenant pas assez de résultats, ils décident de construire des plantations de citrouille poussant dans des demi-bidons d'essence remplis d'excréments humains qu'ils chargent les Chinois de collecter auprès de toute la population. Cette méthode s'avère très productive sous le climat tropical de Nauru mais provoque l'apparition de la dysenterie qui fait plusieurs victimes. Des nuées de mouches se forment autour des plantations, l'odeur est intenable. Le toddy, sève récoltée par incision sur les nombreux cocotiers de l'île, constitue aussi un complément alimentaire essentiel et à certaines époques l'unique nourriture disponible. Tous les arbres servant à la collecte du toddy sont recensés et alloués à la population, trois pour chaque Japonais, deux pour les Océaniens et un pour les Chinois. Ils sont tellement mis à contribution qu'ils finissent par ne plus produire de fruits.
La chasse, la pêche et la cueillette traditionnellement pratiquées par les Nauruans connaissent une recrudescence. Les hommes chassent sur les falaises le noddi noir, un petit oiseau, les femmes collectent des fruits de mer dans les récifs et la pêche est pratiquée autant que possible. Après avoir découvert que le fruit de l'hévéa est comestible, les Japonais interdisent aux îliens de les récolter sur leurs terres et commencent à les consommer.
La population nauruane renoue aussi avec l'artisanat traditionnel tombé en désuétude durant la colonisation. Ainsi, les Japonais sollicitent les femmes nauruanes qui disposent d'un savoir-faire pour la confection de ficelle à partir de fibres de cocotier. Ces cordelettes sont utilisées en remplacement des clous dans la construction, pour assembler des canoës et pour la pêche. Elles fabriquent aussi tapis et paniers à partir de feuilles de Pandanus. Les feuilles qui sont récoltées sur le plateau nauruan sont trempées, bouillies puis séchées et tissées. Les pièces ainsi créées peuvent servir d'abris et de tapis de sol et sont même utilisées par les Gilbertins pour confectionner des voiles pour leurs bateaux.
Le vol devient aussi une pratique de survie généralisée, les Nauruans tout comme les soldats japonais et les Gilbertins se servent dans les réserves des autres communautés, et ce malgré le régime de sanctions très sévère imposé par le commandement japonais. Les soldats n'hésitent pas à prendre de force aux Nauruans le produit de leur collecte, ces derniers s'introduisent dans leurs potagers pour voler des légumes et tentent aussi de piller les réserves de riz. Le voleur pris sur le fait subit au mieux une violente bastonnade, au pire il est tué. Ainsi, un soldat surpris en train de voler du toddy est abattu sur-le-champ.
En juillet 1944, le gruau de riz constituant le petit déjeuner des soldats est remplacé par une soupe de courge. La destruction ce même mois d'une importante réserve de nourriture par une bombe incendiaire américaine fait empirer la situation, le nombre de morts par malnutrition augmente. Cependant, les Nauruans, forts de leur connaissance aiguë de leur milieu, parviennent bien mieux que les Japonais à se nourrir au point que le commandement japonais finit par convoquer quatre hommes nauruans de bonne constitution afin qu'ils expliquent à leurs docteurs comment ils arrivent à s'alimenter mieux que les soldats.
Le 14 septembre 1944, l'arrivée de deux sous-marins de transport permet d'améliorer la situation ; ils délivrent à la garnison de l'île du matériel militaire mais aussi 2 000 sacs de riz et évacuent 600 Japonais, ce qui réduit l'état de disette. Les Américains, lors de leurs passages sur l'île, commencent à partir de juin à larguer des feuillets de propagande accompagnés de boîtes de conserve de saumon et de corned-beef. Les Japonais qui pensent qu'elles sont empoisonnées interdisent leur consommation mais après qu'un groupe d'habitants en eut mangé sans dommage, ils finissent par les utiliser. Les derniers mois de 1944 voient le retour des pluies, mettant fin à une longue période de sécheresse.

### 1945: dernière année de guerre

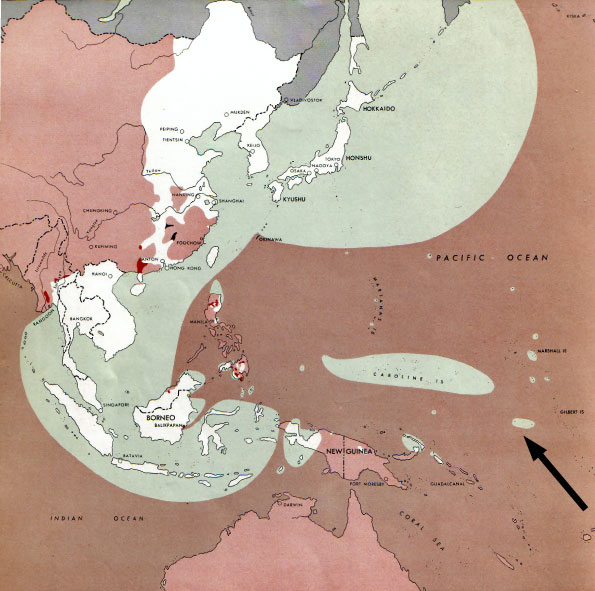
Carte américaine d'août 1945 montrant les positions japonaises juste avant l'armistice. Nauru et Ocean Island (flèche) à l'ouest des îles Gilbert sont des réduits isolés contournés par les Américains qui suivent la stratégie du saute-mouton.

Les bombardements américains cessent fin novembre 1944. En effet, à cette date les États-Unis préparent leurs assauts sur Iwo Jima et Okinawa et rapprochent de ce fait leurs avions de la ligne de front. Malgré ce répit, la situation des habitants de l'île empire en raison de l'état de disette. Les Chinois victimes du racisme de l'occupant sont les plus touchés par la malnutrition. La population nauruane est en revanche moins atteinte que la garnison car elle parvient mieux à tirer parti des ressources naturelles de l'île.
Après le départ de Timothy Detudamo en déportation, Paul Harris est choisi à sa place en tant que Kaicho, chef de la population océanienne de l'île chargé de servir d'intermédiaire avec les autorités japonaises. Bien qu'il soit aimé de la population nauruane, il n'a pas la stature de son prédécesseur qui a occupé des postes dans l'administration avant-guerre, voyagé à l'étranger et a été à même de protéger la population nauruane tout en ménageant l'occupant grâce à ses talents de négociateur. Il rencontre des difficultés à faire respecter son autorité et finit par avoir comme l'occupant japonais une approche extrêmement autoritaire, promettant ainsi d'attacher nue à un arbre toute fille surprise en compagnie d'un Japonais. Il adopte aussi un ton particulièrement projaponais, proclamant à la foule rassemblée lors d'un mariage que les Japonais sont destinés à dominer le monde car ils donnent aux peuples liberté et égalité dans tous les aspects de la vie. Il se félicite que l'administration soit dominée par des Nauruans ayant des liens familiaux avec les îles Marshall et ajoute que cette situation doit perdurer. Sous son instigation, des danses ont lieu au siège du gouvernement où l'alcool coule à flots, ce qui a selon un témoin de l'époque « mauvaise influence » sur les jeunes filles nauruanes. Il est finalement mis de côté par les Japonais pour son incompétence après avoir organisé un club pour officiers aux activités douteuses.
Le 24 juin 1945, deux Japonais, ne supportant plus la situation de famine régnant sur l'île, décident de s'échapper. Ils dérobent une embarcation et des vivres et partent en mer. Ils sont récupérés après avoir dérivé plusieurs jours par un navire américain à 450 km à l'ouest de Nauru, émaciés, déshydratés et ayant épuisé presque toutes leurs réserves. Ils donnent aux Alliés le premier témoignage direct des conditions de vie à Nauru depuis les débuts de l'occupation en 1942.
En juillet, Nakayama, l'officier chargé de l'administration des Nauruans et, chose rare parmi les Japonais, chrétien, commence à assister aux services religieux. Il organise un service de prière pour le Japon à l'occasion duquel il donne un sermon enjoignant aux Nauruans de s'unir et de former une nation après la guerre. Malgré son implication dans le meurtre des cinq Occidentaux dont le gouverneur de l'île au début de la guerre et la discipline sévère qu'il a imposée, les Nauruans le tiennent pour un homme juste et voient sa participation aux offices comme un signe d'espoir. Ils estiment qu'il a été garant de leur survie lors d'un épisode où la loyauté des Nauruans a été testée. Rassemblés devant une vaste fosse commune dans le cimetière, ils sont questionnés et menacés puis finalement renvoyés chez eux. Nakayama, chargé des communications radio avec le Japon, aurait changé la signification d'un ordre envoyé par Tokyo en ajoutant un « ne pas » à l'ordre de liquider la communauté. Sur l'île voisine d'Ocean Island, les habitants n'ont pas cette chance, les 150 Océaniens présents sur place sont massacrés par la garnison japonaise en août 1945 lors d'une mise en scène similaire, il n'y a qu'un rescapé.
Les Nauruans coupés du monde n'ont pas d'informations précises sur le déroulement de la guerre. Cependant, à partir de mai des bruits circulent sur la fin de la guerre en Europe et la mort d'Hitler. Le jour du bombardement d'Hiroshima, le 6 août, une rumeur se répand sur la conclusion des hostilités dans le Pacifique. Ils ont confirmation de la fin du conflit le 16 août lors d'une compétition sportive, un jour après le Gyokuon-hōsō, l'allocution radiophonique de l'empereur du Japon annonçant la reddition. Un avion américain survole l'île et les participants se dispersent pour se mettre à couvert. Ils sont cependant rappelés par les Japonais qui leur indiquent qu'un message a été envoyé aux Alliés, demandant que les bombardements cessent. Les notables nauruans sont convoqués dans l'après-midi et il leur est signifié que l'empereur Hirohito a déclaré la paix et que la guerre a cessé partout dans le monde.
Deux jours plus tard, l'école japonaise est fermée. Dans son discours de départ, l'officier responsable enjoint aux Nauruans de se souvenir des Japonais et de ne pas oublier ce qu'ils ont appris. Le jour suivant, un soldat ne pouvant accepter la défaite se tire une balle dans la tête. Craignant les représailles japonaises, les habitants essaient, dans la mesure du possible, de cacher leur joie. Ils sont avertis le 20 août par le commandement que toute tentative de provoquer les soldats lors de leur départ sera sévèrement punie. Le jour suivant, deux avions américains volent en cercle au-dessus de l'île, larguant des messages demandant que le drapeau blanc soit hissé, ce qui est fait sur-le-champ. Les Japonais préparent ensuite l'arrivée des Alliés, rassemblant leurs munitions et enterrant leurs mines. Jusqu'à la fin, ils gardent solidement en main le contrôle de l'île, masquant toute émotion. Le 28 août, une compétition sportive est ainsi organisée afin de marquer le troisième anniversaire de la présence japonaise.

## Reddition des Japonais

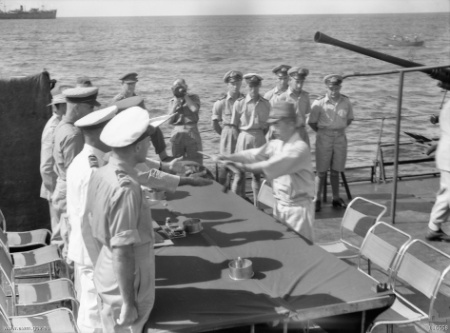
Reddition à bord du, le commandant japonais Hisayuki Soeda tend son sabre à J. R. Stevenson, le commandant australien.

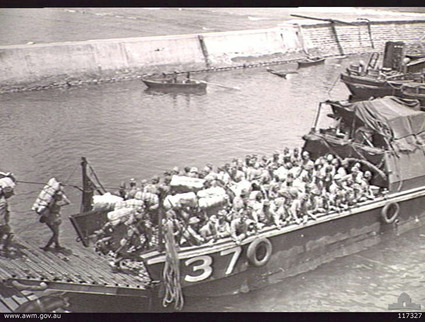
Départ des Japonais pour l'île Bougainville peu après leur reddition.

Des concertations ont lieu pour préparer la reddition de Nauru et de sa voisine Ocean Island. Les Australiens et Néo-Zélandais font valoir l'importance économique que représentent pour eux ces deux îles à phosphate et la nécessité de reprendre au plus vite l'extraction de ce minerai. Bien que la zone soit sous commandement américain et qu'il ait été prévu que les îles seraient libérées par les troupes de ce pays, les États-Unis acceptent que la marine australienne s'en charge afin d'accélérer le retour à la normale sur place. La reddition de l'ennemi doit toutefois être acceptée au nom du commandant en chef de la flotte du Pacifique. Le commandant australien appose ainsi deux fois sa signature sur le document, la première en tant que représentant du Royaume-Uni, la seconde au nom du commandement américain.
Le 8 septembre, des avions australiens larguent des tracts indiquant la venue de trois navires chargés d'accepter la reddition des occupants. Cependant, ce n'est que cinq jours plus tard, le 13 septembre 1945, que la frégate HMAS Diamantina accompagnée de deux navires de transport, le HMAS Burdekin et le HMAS Glenelg, arrive au large de l'île. À son bord se trouvent des personnalités bien connues des Nauruans : Albert Fuller Ellis, à qui l'on doit la découverte du phosphate local, William Bot, administrateur de l'antenne locale de la BPC, et Thomas Cude, chef de la police de l'île. Ils sont accompagnés de cinq jeunes Nauruans partis étudier en Australie et y ayant passé toute la période de la guerre. Alors que le bateau s'approche, les passagers observent consternés la dévastation affectant l'île. Par le moyen de signaux, ils s'accordent avec les Japonais pour fixer la cérémonie à 14 h. L'Australien J. R. Stevenson, commandant de la flotte, accompagné de P. Phipps, de la Royal New Zealand Navy et représentant le gouvernement néo-zélandais, ainsi que d'Albert Ellis et Bissett, respectivement représentant et directeur néo-zélandais de la British Phosphate Commission, reçoivent la reddition de Hisayuki Soeda, commandant des forces japonaises de Nauru,. En signe de soumission, le Japonais tend son katana à Stevenson. L'arme est placée au centre de la table de négociations puis le document de reddition est lu en anglais et en japonais. Le commandant Hisayuki Soeda marque son assentiment d'un signe de tête, paraphe le document puis rejoint rapidement l'île, laissant ses officiers à bord afin qu'ils puissent être interrogés par les Alliés,.
Le lendemain, un contingent de 500 soldats australiens débarque. Ils sont accueillis par une foule en liesse, tandis que les Japonais restent cantonnés dans leurs baraquements. Pour la première fois depuis le début de l'occupation japonaise, l'Union Jack est hissé dans l'après-midi lors d'une cérémonie militaire. Les responsables de la British Phosphate Commission qui inspectent l'île ne peuvent que constater l'étendue des dégâts causés par la guerre sur les installations de la compagnie, dont il ne reste qu'un amas de débris fondus. Cependant, ils trouvent une population en bien meilleure santé que ne le laissaient entrevoir les témoignages des deux Japonais ayant fui l'île en juin 1945.
Du 1er au 3 octobre, les 3 745 Japonais présents sur l'île sont rassemblés et embarqués dans les navires alliés en partance pour l'île Bougainville, dans l'archipel des Salomon. Lors de leur transfert sur les navires, les anciens occupants sont molestés par les Nauruans chargés d'aider les Australiens à les transborder. Ils sont aussi violemment attaqués par un groupe de Chinois armés de bâtons qui désirent se venger de leurs anciens bourreaux. Ces derniers sont repoussés sans ménagement par les Australiens.
| soldats japonais     | travailleurs japonais et coréens | Gilbertins et Banabans | Chinois | Nauruans | population totale |
| -------------------- | -------------------------------- | ---------------------- | ------- | -------- | ----------------- |
| 2681                 | 1054                             | 837                    | 166     | 591      | 5329              |
| Source : Tanaka 2010 |                                  |                        |         |          |                   |

## Reconstruction
Le redémarrage de l'industrie du phosphate est un objectif prioritaire pour la British Phosphate Commission, mais des opérations de nettoyage des stigmates de la guerre doivent être menées en préalable. L'une des premières tâches de l'armée consiste à déverser de l'essence et à brûler les plantations de citrouille amendées grâce à des excréments humains mises en place par les Japonais sur tout le pourtour de l'île et à répandre du DDT pour éliminer les mouches. Il faudra plusieurs mois pour juguler complètement leur population. Les défenses militaires japonaises doivent être démantelées pour permettre la circulation et les amas de débris déblayés. Pour pallier la pénurie de main-d'œuvre, il est décidé de laisser à Nauru 500 hommes coréens amenés sur l'île par les Japonais durant l'occupation afin qu'ils aident aux travaux les plus urgents. Les îliens présents sont quant à eux rapatriés. Début novembre 1945, l'armée, à l'exception d'une compagnie, quitte l'île et l'administration civile australienne reprend le contrôle de Nauru.
Les travaux de réfection de l'infrastructure minière débutent en 1946. Une nouvelle équipe de 750 Gilbertins est recrutée et envoyée à Nauru. La BPC rachète à bas prix du matériel américain pour la reconstruction laissé en Nouvelle-Guinée par les troupes américaines après l'armistice et l'achemine à Nauru sur ses deux navires rescapés, le Trienza et le Triona qui sont aussi utilisés pour rapatrier les populations. Les structures en cantilever permettant de charger directement les minéraliers ancrés au large ayant été détruites, le transbordement du minerai doit s'effectuer dans les premiers temps par barge. Par cette technique, l'entreprise n'arrive à transborder que 1 700 tonnes de phosphate par jour contre mille par heure avant la guerre. La BPC devra attendre l'année 1950 pour parvenir à atteindre et dépasser son niveau de production d'avant-guerre.
Même si le processus de reconstruction avance bien, les relations entre les Blancs et les îliens sont différentes de celles avant-guerre. Comme ailleurs en Asie et dans l'océan Pacifique, les victoires japonaises ont mis à mal le mythe de la toute-puissance et de l'omniscience de l'homme blanc entretenu durant la colonisation. Les jeunes Nauruans ayant étudié en Australie, connus sous le nom de « groupe de Geelong », vont amorcer la contestation. Alors que la BPC attend d'eux qu'ils l'aident à remettre sur pied l'industrie phosphatière, ils entendent quant à eux contribuer prioritairement à la construction de logements pour les Nauruans déplacés. Le mouvement de décolonisation a le vent en poupe après-guerre et les élites nauruanes vont y prendre part, avec le soutien de l'Organisation des Nations unies créée en 1945. Par l'intermédiaire de son conseil de tutelle, elle va faire pression sur les administrateurs de Nauru pour qu'ils donnent plus d'autonomie aux Nauruans, un processus qui conduira les îliens sous l'égide de Hammer DeRoburt, l'une des figures de la guerre, à proclamer leur indépendance en 1968.

### Rapatriement des exilés
Fin novembre 1945, la British Phosphate Commission, l'administration de l'île et les autorités britanniques élaborent un plan complexe visant à rapatrier les îliens exilés. Il est décidé que les Banabans dont les villages ont été rasés doivent être collectés depuis les archipels où ils ont été disséminés par les Japonais, les îles Carolines, les îles Gilbert et Nauru, puis installés sur l'île de Rabi, dans les Fidji à des milliers de kilomètres de leur terre natale. Les Gilbertins doivent être rapatriés depuis les îles Carolines et Nauru vers leur archipel et les Nauruans doivent être acheminés depuis les îles Truk vers leur île. Le 24 novembre 1945, 777 Gilbertins et Banabans quittent Nauru à bord du navire Trienza appartenant à la BPC. Le même bateau servira plus tard au rapatriement des Nauruans.
Le 11 décembre 1945, Thomas Cude, chef de la police de Nauru avant-guerre, débarque aux îles Truk et se rend sur l'île de Sioto où les Nauruans ont été rassemblés en prévision de leur rapatriement. Soumis au travail forcé, à la disette, aux mauvais traitements des Japonais, aux maladies et aux bombardements américains, ils ont beaucoup souffert de la guerre ; 460 d'entre eux, soit 40 % du groupe de départ, sont morts en déportation. Cude peut constater que leurs conditions de vie sont bien pires que celles des Nauruans restés sur place. Il s'acquitte de la tâche de retrouver les membres du groupe disséminés sur d'autres îles de l'archipel Truk et de les regrouper à Sioto. Puis, durant une semaine, il enquête sur les crimes de guerre commis à l'encontre des Nauruans, ce qui lui permet de recueillir de nouveaux témoignages en sus de ceux déjà collectés par les Américains.
Le 26 janvier, les 759 rescapés sont rassemblés et rejoignent grâce à des barges le Trienza ancré à 32 kilomètres de Sioto au large de l'île de Weno. Après que le navire a dépassé la grande barrière de corail marquant l'entrée de l'atoll de Truk, la liesse s'empare des exilés et ne les quittera plus jusqu'à leur arrivée. Il a été prévu de donner, une fois parvenus à destination, une démonstration des chants et danses composés durant leur long exil, une forme de narration importante dans la culture nauruane. Tous s'attèlent avec assiduité à les répéter avant l'arrivée. L'une des chansons a pour thème Nauru ituga pouvant se traduire par « comme Nauru mais encore mieux », des mots répétés par les Japonais alors qu'ils menaient les Nauruans en exil. D'autres ont pour sujet l'amour pour la terre patrie ou les proches disparus.
Le 31 janvier 1946, ils arrivent enfin à destination. Cette date reste symboliquement importante puisqu'elle est choisie pour la proclamation de l'indépendance en 1968. À mesure que le navire se rapproche de l'île, il est rejoint par une noria de canoës et de barges venus à sa rencontre. Depuis le navire où l'excitation est à son comble, les rescapés aperçoivent une foule agitée amassée sur les quais. Les îliens hurlent le nom de leurs proches afin de savoir s'ils sont de ceux qui ont survécu. Lorsque le navire est enfin ancré au large, la cohue s'installe, les exilés jouent des coudes pour obtenir les premières places dans les barges chargées de les amener à terre ferme. Les îliens ont la curieuse impression d'assister à l'arrivée d'une petite armée, en effet les exilés sont vêtus d'étoffes provenant des stocks de l'armée américaine. De longues effusions suivent, après plusieurs années de séparation et d'épreuves, les Nauruans sont enfin rassemblés. La joie est cependant teintée de tristesse, beaucoup de Nauruans ont perdu leurs proches au cours du conflit. Certains des exilés sont hébergés dans leur famille, d'autres trouvent un abri dans des baraquements construits de bric et de broc avec des matériaux tirés des ruines de la guerre en prévision de leur arrivée. Le soir même, une fête regroupant tous les Nauruans est organisée, l'occasion pour les exilés de faire la démonstration des chants et danses composés pendant l'exil.

### Procès des crimes de guerre
À la fin de la guerre, les exactions commises par les Japonais lors de l'occupation sont l'objet d'enquêtes judiciaires. L'instruction se fait avec difficulté en raison de la disparition des archives japonaises relatant les crimes de guerre et, pour certains faits, de l'absence de témoins. Les accusés sont envoyés à Rabaul, dans les îles Bismarck, et jugés par une cour martiale australienne.
La décapitation de cinq Australiens en mars 1943 dont le gouverneur de l'île, Frederick Royden Chalmers, entraîne en 1946 la condamnation à mort de Hirrumi Nakayama, l'officier chargé de l'opération. Il est aussi condamné à perpétuité en 1948 pour le massacre des lépreux en pleine mer commis en juillet 1943, de même que le sous-officier chargé de superviser l'opération en mer, et le marin ayant fait feu sur les victimes à quatre ans d'emprisonnement mais sa peine n'est pas confirmée par le tribunal. Pour les tortures infligées en septembre 1944 à un Nauruan accusé d'avoir fourni aux Japonais du toddy dilué à l'eau, l'officier responsable écope de 20 ans de prison, deux de ses subordonnés sont condamnés à mort, un à 20 ans et le dernier à 15 ans d'emprisonnement.
Quant aux cas de collaboration de Nauruans avec les Japonais, ils ne sont que faiblement sanctionnés. Sur le conseil du chef Timothy Detudamo, les Nauruans font le choix de l'oubli afin de préserver la paix au sein de leur communauté et de ne pas réveiller les démons de la guerre. Seuls deux hommes sont désignés comme collaborateurs et l'unique sanction qui est prise est de les renvoyer de leur travail.

### Vestiges japonais

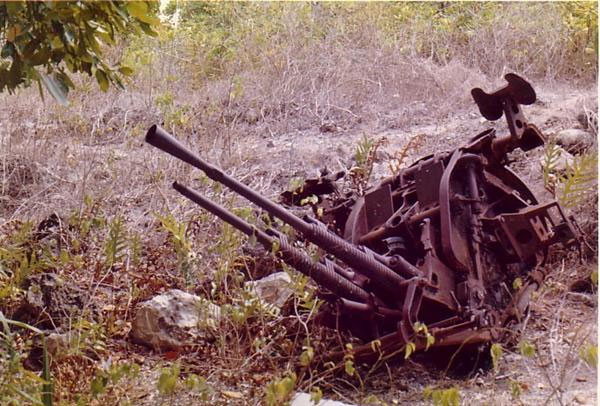
Mitrailleuses japonaises antiaériennes de 12,7 millimètres rouillées sur le Command Ridge.

Le départ des Japonais laisse de nombreux vestiges sur place sous forme de canons, bunkers et souterrains. Dans les années de l'après-guerre, la BPC qui s'attache à faire redémarrer la production de phosphate se livre à la démolition de nombreuses infrastructures militaires. Puis, dans les années folles suivant l'indépendance de Nauru en 1968 et alors que l'argent provenant des royalties du phosphate coule à flots, on ne se préoccupe guère de la sauvegarde de ces traces du passé. En commémoration de cette période noire pour Nauru, la Nauru Phosphate Corporation a financé la construction d'un musée consacré à la Seconde Guerre mondiale.